# Siamosquilla
Siamosquilla is een geslacht van kreeftachtigen uit de klasse van de Malacostraca (hogere kreeftachtigen).

## Soorten
- Siamosquilla hyllebergi Naiyanetr, 1989
- Siamosquilla laevicaudata (Sun & Yang, 1998)